# Sequana (godin)
Sequana was in de Keltische mythologie de riviergodin van de Seine, meer in het bijzonder van de bronnen aan het begin ervan: Fontes Sequanae ("De bronnen van Sequana"). Sequana werd vooral vereerd door de Gallische stam van de Sequani. Haar naam is bekend van een tiental inscripties en er is ook een bronzen cultusbeeld van haar.
In de 2e tot 1e eeuw v.Chr. was er op die plaats in Frankrijk een heiligdom (bij Chatillon), waar men genezing kon verkrijgen door baden en kruiden. Het heiligdom werd nadien door de Oude Romeinen overgenomen, die er twee stenen tempels bouwden samen met een zuilengalerij en nog andere infrastructuur die met de aanwezigheid van de bron en bijhorende vijver te maken had.

## Voorstellingen

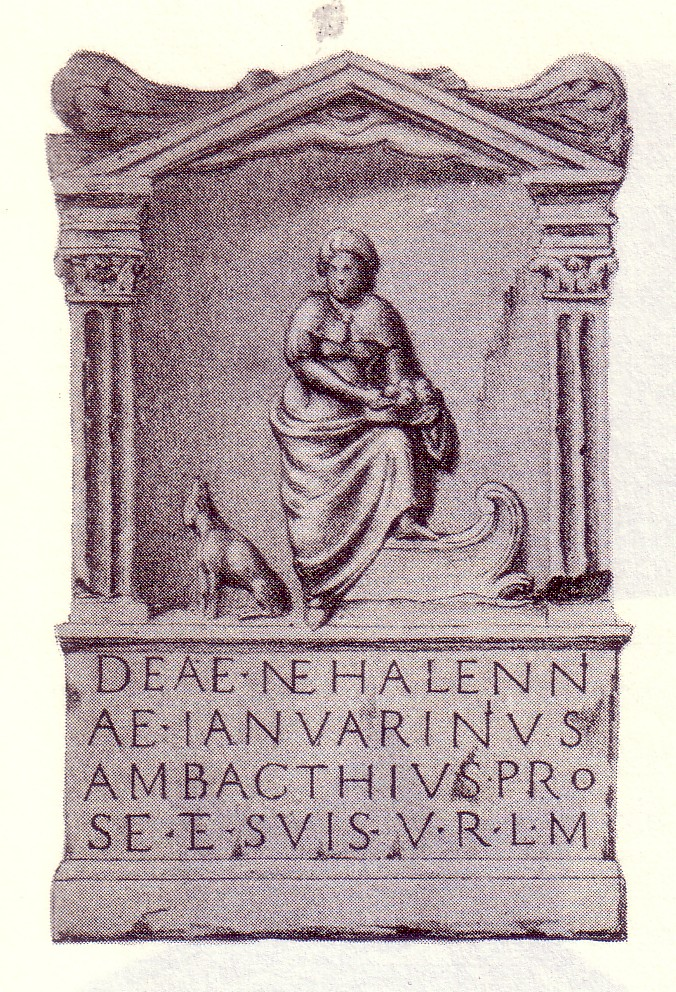
Ook de noordelijker onder de naam Nehalennia vereerde godin werd wel staand op een boot afgebeeld.

Sequana werd afgebeeld al staande op een bootje met zwanenhals als boegbeeld. Er is een groot bronzen standbeeld gevonden van een vrouw in een lange spannende rok gekleed, met een diadeem op het hoofd, waarvan men aanneemt dat het Sequana voorstelt. (Deyts p. 74). Ze staat op een boot, waarvan de boeg de vorm heeft van de kop van een eend. Dit beeld bevindt zich thans in het Museum van Dijon.
Sequana behoort niet tot de groep van continentale genezende godinnen die aan een mannelijke godheid werden gekoppeld, maar bleef opvallend zelfstandig functioneren in de cultus. En dat is wel bijzonder aan deze godin dat zij niet aan een mannelijke goddelijke Romeinse partner werd gekoppeld, zoals dat met veel andere Keltische godinnen wel gebeurde, waaronder bijvoorbeeld Sirona die aan Apollo Granus werd gekoppeld (Green (1996): p. 28-29).

## Inscripties
Er zijn acht inscripties bekend die naar Sequana verwijzen, alle afkomstig van de bronnen van de Seine. De volgende zijn typerend (CIL 13, 02858):
Au(gusto) sac(rum) d(eae) Sequan(ae) e[x] / moni[tu]
en (CIL 13, 02862):
Aug(usto) sac(rum) / d(e)ae Seq(uanae) / Fl(avius) Flav(i)n(us) / pro sal(ute) / Fl(avi) Luna(ris) / nep(otis) sui / ex voto / v(otum) s(olvit) l(ibens) m(erito)
Er zijn ook inscripties bij met spelfouten, die misschien een aanwijzing zijn voor de uitspraak van 'Sequana' in het Gallisch (CIL 13, 02863):
Aug(usto) sac(rum) d<e=O>a(e?) / <p=B>ro(!) / Se<q=C>uan(ae) / pro(!) / C(aius) M[3] / v(otum) s(olvit) l(ibens) m(erito)
Aangezien het Gallisch in de P-Keltische classificatie valt, kan q geen Indo-Europese kw voorstellen. Iets in de trant van Sek-oeana of Sek-wana is meer waarschijnlijk.

## Cultus
Het helder water zonder mineralen dat in Fontes Sequanae in de vallei van het Châtillonplateau opborrelt was een middelpunt van religieuze devotie aan het einde van de 1e eeuw v.Chr.
In 1963 werden bij opgravingswerken van gebouwen uit de Romeinse periode meer dan 200 houten votiefbeelden in de waterige ondergrond ontdekt, die blijkbaar dateerden van voor de Romeinse lagen en oorspronkelijk rond de heilige vijver kunnen gestaan hebben. De pre-Romeinse activiteiten waren er op de vijver zelf gericht en uit die tijd zijn er geen aanwijzingen voor permanente structuren.
Kort na de Romeinse bezetting van deze streek in Gallia Belgica werd het oude heiligdom gemonumentaliseerd en werd de bron gekanaliseerd. Zo groeide het geheel uit tot een zeer uitgestrekt religieus complex, met twee tempels, portieken, een slaapruimte en reservoirs. Het geheel bleef op de centrale bron en de vijver gericht. De votiefbeelden waren nu van steen.
Zoals bij klassieke gezondheidsheiligdommen kwamen ook hier zieken het heiligdom bezoeken met offergaven die ze mogelijk in een plaatselijke winkel kochten, en ze baadden en sliepen er en vroegen om een behandeling. Ze hadden modellen bij van de lichaamsdelen die aan een gebrek of ziekte leden. Ogen, borst, genitaliën, ledematen waren er daar enkele van. Votiefmodellen van borsten in brons of zilver zouden op zoogproblemen hebben kunnen wijzen. Maar vooral oogziekten lijken veel te zijn voorgekomen, mogelijk als gevolg van ondervoeding.
Er werden talloze aanwijzingen gevonden die naar Sequana verwezen in haar tempel. Daar vond men ook een grote ketel die gevuld was met bronzen en zilveren modellen van menselijke lichaamsdelen, die door haar konden worden genezen. Er zijn ook houten en stenen votiefgiften gevonden in de vorm van ledematen of met afbeeldingen van organen, en zelfs hoofden en complete lichamen werden haar aangeboden in de hoop op genezing, en ook talloze munten en sieraden. Vooral ademhalingsziekten en oogziekten bleken veel voor te komen. Pelgrims werden dikwijls afgebeeld terwijl ze offeranden aan de godin brachten, zoals geldstukken, fruit of hun geliefde knuffelhond of vogel.